# Seibel-Reben
Als Seibel-Reben bezeichnet man eine Gruppe von Rebsorten, die vom französischen Rebzüchter Albert Seibel entwickelt wurden.
Ziel der Züchtungen war es, die Widerstandsfähigkeit gegen Frost und Pilzkrankheiten zu verbessern und eine frühe Reife zu erreichen. Ab der raschen Verbreitung der Reblaus, die im späten 19. Jahrhundert europaweit den Weinbau bedrohte, sollten sie eine Antwort darauf sein. Die Arbeiten Albert Seibels beschränkten sich dabei auf Kreuzungen von reblausresistenten amerikanischen Reben mit europäischen Rebsorten, den sogenannten französischen Hybridreben.
Er kreierte ca. 16.000 Neuzüchtungen, die alle nach dem Züchter benannt und durchnummeriert wurden. Die Nummern starten mit 1 und enden mit 19975, jedoch sind nicht alle Positionen besetzt. Seibel verwendete vor allem zu Beginn seiner Züchtungstätigkeit von dem in die USA ausgewanderten Winzer Hermann Jaeger gezüchtete Hybridreben als Kreuzungspartner. Etwa 500 Rebsorten erlangten gewerblich Bedeutung. Seine kommerziell erfolgreichsten Sorten erhielten später Namen.
Im Jahr 1960 nahmen die Seibel-Reben mehr als 128.000 Hektar der Rebfläche Frankreichs ein. Das entspricht etwa 5/4 der gesamten Rebfläche Deutschlands. Der US-Amerikaner Philip Wagner brachte ab Beginn der 1940er Jahre viele Rebsorten der Seibel-Gruppe nach Amerika, wo sie an der ganzen Ostküste Verbreitung fanden.
Nach dem Verbot von Hybridreben durch die EU wurden die Flächen größtenteils aufgegeben oder gerodet. Mittlerweile sind sie mit Ausnahmen von kleinen Beständen, hauptsächlich in den US-amerikanischen Bundesstaat New York, sowie im kanadischen Ontario und kleinsten Mengen in Europa, verschwunden.
Nachdem die Sorten lange Zeit in Europa fast vergessen waren, besinnt man sich in Zeiten des ökologischen Anbaus auf die Pilzresistenz dieser Rebsorten. Aufgrund dieser Resistenz kann man im Weinberg fast vollständig auf Fungizide verzichten.
Seibel-Reben spielten und spielen heute wieder eine Rolle bei der Neuzüchtung von Rebsorten. So fanden sie beispielsweise Eingang in die erfolgreichsten Züchtungen des Rebzuchtbetriebs Seyve-Villard und wurden für viele Neuzüchtungen der Gruppe der Landot-Reben verwendet.
Seyve-Villard ist ein französisches Rebzuchtunternehmen mit Sitz in Saint-Vallier (Drôme). Der Züchter Bertille Seyve (1864–1939) und sein Schwiegervater und Partner Victor Villard entwickelten Reben, die auf den Seibel-Hybriden basieren. Die Ergebnisse wurden mit dem Namen dieser Firma (Seyve, Seyval, Seyve-Villard oder Villard) und einer laufenden Nummer benannt. Die bekannteste davon ist die Neuzüchtung Seyval Blanc. Seyve-Villard-Hybridreben werden unter anderen als Kreuzungspartner neuer Rebsorten mit hoher Pilzwiderstandsfähigkeit wie zum Beispiel Calardis blanc genutzt.

## Liste einiger Seibel-Reben sowie deren kommerziellen Namen
Seibel 1Kreuzung zwischen Jaeger 70 × Cinsault
Seibel 2Kreuzung zwischen Jaeger 70 × (Vitis rupestris × Vitis lincecumii)
Seibel 14Kreuzung zwischen Jaeger 70 × (Vitis rupestris × Vitis lincecumii)
Seibel 29Kreuzung zwischen Jaeger 70 × (Vitis rupestris × Vitis lincecumii)
Seibel 85Kreuzung zwischen Seibel 2 × Aramon Rupestris Ganzin 1
Seibel 128Salvador Noire
Seibel 405Kreuzung zwischen Seibel 14 × Aramon Rupestris Ganzin 1
Seibel 452Kreuzung zwischen Alicante Ganzin × Seibel 1
Seibel 572Kreuzung zwischen Sicilien × Clairette dorée Ganzin
Seibel 752Kreuzung zwischen Sicilien × Clairette dorée Ganzin
Seibel 788Kreuzung zwischen Sicilien × Clairette dorée Ganzin
Seibel 793
Seibel 867Kreuzung zwischen Seibel 2003 × Noah
Seibel 880
Seibel 1000Rosette
Seibel 1020Flot Rouge
Seibel 2003
Seibel 2007Aramon du Gard
Seibel 2509
Seibel 2510Cinsaut Seibel
Seibel 2524
Seibel 2653Flot d’Or
Seibel 2859Le Bienvenu
Seibel 3004
Seibel 3011
Seibel 4121Le Plant du Métayer
Seibel 4199
Seibel 4461
Seibel 4595
Seibel 4614
Seibel 4638Le Bronzé
Seibel 4643Roi des Noirs
Seibel 4646Le Pourpre
Seibel 4825
Seibel 487721 de Gléon
Seibel 4975
Seibel 4986Rayon d’Or
Seibel 5001
Seibel 5163
Seibel 5279Aurore
Seibel 5455Plantet
Seibel 5487Le Redessan
Seibel 5575Le Rubis
Seibel 5656
Seibel 5898Rougeon
Seibel 6339
Seibel 6468
Seibel 6905Le Subéreux
Seibel 6906
Seibel 7053Chancellor
Seibel 8216
Seibel 8357Colobel
Seibel 8665
Seibel 8745Seinoir
Seibel 9110Verdelet
Seibel 9549DeChaunac
Seibel 10173Ambror
Seibel 10868Soleil Blanc
Seibel 10878Chelois
Seibel 11803Rubilande
Seibel 13053Cascade
Seibel 14514Dattier précoce de Seibel
Seibel 14596Bellandais